# Füzi Géza
Füzi Géza (Fertőszentmiklós, 1951. április 28. –) labdarúgó, középpályás. Fiai Füzi Krisztián és Füzi Ákos szintén labdarúgók.

## Pályafutása
A Rába ETO csapatában mutatkozott az élvonalban 1974. szeptember 11-én a Tatabánya ellen, ahol 0–0-s döntetlen született. 1974 és 1982 között 88 bajnoki mérkőzésen szerepelt győri színekben és öt gólt szerzett. Egy-egy alkalommal bajnok és magyar kupa-győztes lett a csapattal.

## Sikerei, díjai
- Magyar bajnokság
  - bajnok: 1981–82
- Magyar kupa (MNK)
  - győztes: 1979